# فراری ۳۶۵ جی‌تی۴
فراری ۳۶۵ جی‌تی۴ (Ferrari ۳۶۵ GT۴ ۲+۲) خودرویی است که در سال‌های ۱۹۷۲–۱۹۷۶۵۲۵ producedتولید شده‌است.
این خودرو در کلاس خودرو GT قرار گرفته، طراحی آن خودروهای موتور جلو-محور عقب بوده طول آن در حالت طبیعی ۴٬۸۱۰ میلیمتر (۱۸۹٫۴ اینچ)، عرض آن در حالت طبیعی ۱٬۷۹۶ میلیمتر (۷۰٫۷ اینچ) و وزن آن در حالت طبیعی ۱٬۵۰۰ کیلوگرم (۳٬۳۰۷ پوند) است.
موتور آن ۴۳۹۰ سی‌سی است.